# Білорусь на зимових Олімпійських іграх 1998
Білорусь брала участь в зимових Олімпійських іграх 1998 року в Наґано (Японія) вдруге за свою історію. Бронзовими призерами Ігор стали фристайліст Дмитро Дащинський та біатлоніст Олексій Айдаров.

## Бронза
- фристайл, чоловіки — Дмитро Володимирович Дащинський.
- Біатлон, чоловіки — Олексій Петрович Айдаров.